# Du själv förordnat, store Gud
Du själv förordnat, store Gud är en gammal psalm i fjorton verser skriven av Jesper Swedberg 1694 med titelraden "Så hafwe vij i thenna dagh". Psalmen är en Apostlapsalm för församlingens bön och bekännelse i samband med prästvigning. Till 1819 års psalmbok bearbetades texten av Johan Olof Wallin 1816, och den tidigare tredje versen blev inledningsversen med titelraden "Av dig förordnad, store Gud". Olle Nivenius bearbetade psalmen 1986 och den publicerades med fyra verser och ny titelrad.
1695 lyder den tredje versen:
Tu haar förordnat, store Gudh
Ett ämbet här på jorden
Hwar medh tin Ord och helga Budh
Oss äro kungjord worden
Apostlomen gafft tu then macht
uthi then mening och then acht
At the titt rådh förkunna
Enligt 1697 års koralbok användes samma melodi för psalmerna Dig, Jesus, vare evigt pris (nr 21), Gud är vår starkhet och vårt stöd (nr 57), Ditt namn, o Gud, jag lova vill (nr 106), Gud låter sina trogna här (nr 195), Var man må nu väl glädja sig (nr 219) och Mitt hierta nu fast gläder sigh (nr 304).
I 1986 års psalmbok anges melodin vara en tysk folkvisa nedtecknad 1533. Den publicerades i Geistliche Lieder, som trycktes av boktryckaren Joseph Klug Wittenberg 1535. Till skillnad från dagens tonsättning av "Var man må nu väl glädja sig" som är från Nürnberg 1524.

## Publicerad i
- Den svenska psalmboken 1694 som nummer 232 under rubriken "Åhrlige Högtiders Psalmer: Uppå Apostledagar".[1]
- Den svenska psalmboken 1695 som nummer 200 under rubriken "Uppå Apostledagar".
- Den svenska psalmboken 1819 som nummer 316, sex verser med titelraden "Av dig förordnad, store Gud", under rubriken "Med avseende på särskilda personer, tider och omständigheter: Lärare och åhörare: Vid prästvigning".
- Den svenska psalmboken 1937 som nummer 224, sex verser med titelraden "Av dig förordnad, store Gud", under rubriken "Prästämbetet".
- Den svenska psalmboken 1986 som nummer 419, fyra verser och ny titelrad, under rubriken "Vittnesbörd - tjänst - mission".